# 回折効率
回折効率（かいせつこうりつ 英: Diffraction efficiency）とは光学素子、特に回折格子の回折性能を表わす指標である。ある方向へ回折する光の放射束を回折素子に入射する光の放射束で割った量で表わす。
ある方向への回折放射束を {\displaystyle P}、入射放射束を {\displaystyle P_{0}} とすると、回折効率 {\displaystyle \eta } は次のように表わされる。
{\displaystyle \eta ={\frac {P}{P_{0}}}}

## 格子効率
もっとも一般的なのは回折格子の回折効率であり、したがって格子効率と呼ばれることもある。効率の定義には二通りが存在する。
- 「絶対効率」は上記の式で定義され、ある方向へと回折する放射束と入射光の放射束との比である。
- 「相対効率」は回折放射束と回折格子と、同じコーティングの鏡の反射光の放射束との比であり、したがって回折格子の反射による損失は含まず、回折そのものによる不可避な損失のみに起因する。